# Kulam Jeurneh
Kulam Jeurneh is een bestuurslaag in het regentschap Nagan Raya van de provincie Atjeh, Indonesië. Kulam Jeurneh telt 731 inwoners (volkstelling 2010).